# Ujjgyökér
Az ujjgyökér, kínai gyömbér, vagy kracsaj (krachai) egy gyömbérféle, a Boesenbergia rotunda rizómája. Kína déli részén, első sorban Jünnanban és Malajzia nyugati részein őshonos.

## Leírás
Lágyszárú, egyéves, trópusi gyömbérféle, melynek megvastagodott, föld alatti szárrészét, a rizómáját használják a gyömbérhez, galangálhoz és kurkumához hasonlóan. Penge alakú, 50-70 cm hosszú és 10-12 cm széles leveleinek töve pirosas, csúcsa hegyes. Virágának színe fehértől a ciklámenig terjedő árnyalatokban változik. A növény 70-100 cm magasra is megnő.

## Felhasználása
A thai konyhában kracsaj-nak (thaiul: กระชาย) hívják és currykbe teszik. Kambodzsában k'cséj (khmerül: ខ្ជាយ) a neve és egyes kroeung paszták fontos összetevője. Indonéziában temu kunci-ként ismerik és nyersen, ill. főve, zöldségként is fogyasztják, valamint a jávai temut és jamut is ezzel ízesítik.
Kulináris felhasználása mellett élelmiszeripari adalékként, ízesítőszerként, színezékként és a hagyományos gyógyászatban is használják.